# Héctor Ramírez (beisbolista)
Héctor Bienvenido Ramírez (nacido el 15 de diciembre de 1971 en El Seibo, República Dominicana) es un ex lanzador dominicano que jugó en las Grandes Ligas de Béisbol. Lanzó alrededor de dos temporadas, 1999 y 2000, para los Cerveceros de Milwaukee.